# Hirnyk-Sport Horiszni Pławni
Hirnyk-Sport Horiszni Pławni (ukr. Футбольний клуб «Гірник-спорт» Горішні Плавні, Futbolnyj Kłub "Hirnyk-Sport" Horiszni Pławni) – ukraiński klub piłkarski z siedzibą w Horiszni Pławni, w obwodzie połtawskim. Założony w roku 1989 jako Łokomotyw.
Występuje w rozgrywkach ukraińskiej Druhiej-lihi. 

## Historia
Chronologia nazw:
- 1989—1992: Łokomotyw Komsomolsk (ukr. «Локомотив» Комсомольськ)
- 1993—1995: Hirnyk Komsomolsk (ukr. «Гірник» Комсомольськ)
- 1995—2016: Hirnyk-Sport Komsomolsk (ukr. «Гірник-спорт» Комсомольськ)
- 2016—...: Hirnyk-Sport Horiszni Pławni (ukr. «Гірник-спорт» Горішні Плавні)

Drużyna piłkarska Łokomotyw Komsomolsk została założona w 1989 roku. W 1993 roku zespół zmienił nazwę na Hirnyk Komsomolsk. Występował w rozgrywkach amatorskich.
W 1995 roku zgłosił się do rozgrywek w Drugiej Lidze i otrzymał status profesjonalny. Klub też zmienił nazwę na Hirnyk-Sport Komsomolsk
Od sezonu 1995/96 występuje w Drugiej Lidze.
19 maja 2016 roku Werchowna Rada zmieniła nazwę miasta na Horiszni Pławni, po czym klub również zmienił nazwę na Hirnyk-Sport Horiszni Pławni.

## Sukcesy
- 4. miejsce w Drugiej Lidze (2 x):

1997/98, 1998/99

## Trenerzy
...
- 199?–11.2000:  Anatolij Dumanski
- 02.2001–11.2001:  Wałerij Powstenko
- 02.2002–09.2004:  Jurij Czumak
- 10.2004–11.2004:  Jurij Bojko
- 02.2005–07.2007:  Serhij Muradian
- 07.2007–06.2008:  Ołeh Ratij
- 07.2008–08.2008:  Ołeksandr Szczerbakow
- 08.2008–06.2009:  Jurij Sak
- 07.2009–12.2009:  Jurij Małyhin
- 2010–2012:  Serhij Muradian
- 2012:  Jarosław Bobylak (p.o.)
- 2012:  Władysław Bożenko (p.o.)
- 10.02.2013–30.11.2016:  Ihor Żabczenko
- 21.12.2016–31.12.2018:  Serhij Puczkow
- 01.01.2019–09.09.2019:  Wołodymyr Maziar
- 13.09.2019–...:  Ihor Żabczenko